# Haarlem Nicols
Gli Haarlem Nicols sono stati una squadra di baseball olandese con sede a Haarlem. Fino al 2009 furono il club più titolato dei Paesi Bassi (con 12 titoli nazionali) e, fino al 1993, l'unico del proprio Paese ad aver vinto la Coppa dei Campioni, conquistata per tre volte.

## Storia
Nacque nel 1964 grazie ad una fusione tra le società concittadine dell'EHS (campione nel 1954, 1959 e 1962) e dell'EDO (campione nel 1958). Già nei primi anni di attività conobbe grandi successi, con la vittoria del campionato olandese nel 1965 e della Coppa dei Campioni l'anno seguente. Nei decenni seguenti, fino ai primi anni novanta, continuò ad essere protagonista del baseball europeo: nella sua migliore stagione, il 1975, fece doppietta diventando campione dei Paesi Bassi e d'Europa. Si aggiudicò l'ultimo trofeo continentale nel 1990 e disputò l'ultima finale l'anno successivo. Fu dichiarato fallito il 1º luglio 1994. Il suo record di campionati olandesi vinti venne superato nel 2010 dal Neptunus di Rotterdam.

## Palmarès
- Campionato olandese: 12

1965, 1968, 1970, 1975, 1976, 1977, 1982, 1983, 1984, 1985, 1988, 1989
- Coppe dei Campioni: 3

1966, 1975, 1990

### Finali perse
- Holland Series: 2

1972, 1973
- Coppe dei Campioni: 5

1974, 1981, 1983, 1989, 1991